# 옥산오창고속도로 (기업)
옥산오창고속도로 주식회사(玉山梧倉高速道路 株式會社)는 GS그룹 계열사로 당진청주고속도로의 옥산 분기점 ~ 오창 분기점 구간을 건설하고, 휴게소와 같은 제반시설을 관리·운영하게 될 대한민국의 기업이다. 2018년 1월 14일부터 아산청주고속도로의 옥산 분기점 ~ 오창 분기점 (옥산오창고속도로) 구간을 30년간 관리운영한다.

## 주요 연혁
- 2009년 6월 22일: 회사 설립
- 2014년 1월 15일: 당진청주고속도로 옥산 분기점 ~ 오창 분기점 (옥산오창고속도로) 구간 착공
- 2018년 1월 14일: 당진청주고속도로 옥산 분기점 ~ 오창 분기점 (옥산오창고속도로) 구간 준공 및 개통

## 같이 보기
- 당진청주고속도로
- GS건설